# 川嶋奈緒子
川嶋 奈緒子（かわしま なおこ、1981年（昭和56年）4月7日 - ）は、東京都出身の元アーティスティックスイミング選手。
現在はテレビ朝日系番組制作会社東京サウンドプロダクションに所属。

## 略歴
国士舘高等学校、国士舘大学、同大学院卒。
9歳からシンクロナイズドスイミング（当時）を始め、アテネオリンピックでチーム銀メダル。北京オリンピックもチームで出場したが5位タイ。
世界選手権は2005年チーム銀メダル、ルールが改正後の2007年はチーム・テクニカルルーティン銀、同フリールーティン銅メダル。
柔軟性と跳躍力に優れ、日本代表ではリフトのジャンパーであった。